# Gottfried Ludovici
Gottfried Ludovici (auch Gottfredus Ludovici oder Gottfried Ludwig; * 26. Oktober 1670 in Baruth bei Bautzen; † 21. April 1724 in Coburg) war ein deutscher lutherischer Theologe, Hymnologe und Kirchenlieddichter.

## Leben
Ludovici war Sohn des Pfarrers Georg Ludovici. Er besuchte von 1683 bis 1689 das Gymnasium Bautzen. Anschließend ging er zum Studium der Theologie an die Universität Leipzig, an der er 1691 den Magistergrad erhielt. Nachdem er zunächst theologische Vorlesungen an der Leipziger Universität hielt, wurde er 1694 Konrektor an der Nikolaischule der Stadt.
Ludovici folgte 1696 dem Ruf als Rektor an das Hennebergische Gymnasium Schleusingen. Am 9. Juni 1696 fand seine Einführung in Schleusingen statt. Er erarbeitete sich dort schnell den Ruf eines tüchtigen Pädagogen. Auch fallen in diese Zeit Kirchenlieddichtungen. Außerdem war er zu dieser Zeit einer der ersten, die eine Geschichte der Dichter geistlicher Lieder für die Region schrieben. Er gab dazu eine Hennebergische und später eine Coburgische Liederhistorie heraus. Zum 1. Dezember 1713 folgte er einem weiteren Ruf als Nachfolger von Ernst Salomon Cyprian an das Gymnasium Casimirianum Coburg. Dort wurde er Professor der Theologie sowie Rektor der Anstalt.
Ludovici wurde am 27. Juni 1714 mit der Disputatio inauguralis de valore sanguinis antediluviano an der Universität Altdorf zum Dr. theol. promoviert. Er starb im Amt.

## Werke (Auswahl)
- mit Benedict Gullmann (1693): Ex Historia Augustana De S. Ulrico, Episcopo, Glirium Expulsore. Halle, Saale: Universitäts- und Landesbibliothek Sachsen-Anhalt, Digitalisat
- De philosophia imaginum, Leipzig 1695.
- Historia rectorum, gymnasiorum scholarumque celebriorum, 5 Bände, Lanckisius, Leipzig 1708–1718.
- Disputatio inauguralis de valore sanguinis antediluviano, Kohles, Altdorf 1714.
- Oratorische Nachricht von jetzigen Chrien, und deren Gebrauch bey langen und kürtzeren Orationen, Briefen und Abdanckungen, in zugänglichen Reguln und deutlichen Exempeln ... abgefaßt, Pfotenhauer, Coburg 1714.
- Universal-Historie: Vom Anfang der Welt bis auf jetzige Zeit, Lankisch, Leipzig 1716.